# Pisana vilovina
Pisana vilovina (znanstveno ime Sesleria caerulea) je vrsta trave.

## Opis
Pisana vilovina je nizka (10-30 cm) vrsta trave. Njeni klasi so modrikasto obarvani, listi pa so dolgi in ozki.
Obstajajo štiri podvrste te vrste.